# 伯茲克里克 (喬治亞州)
伯茲克里克（英語：Beards Creek）是位於美國喬治亞州朗縣的一個非建制地區。該地的面積和人口皆未知。

## 地理
伯茲克里克的座標為31°51′59″N 81°53′07″W / 31.86639°N 81.88528°W，而該地的平均海拔高度為44米（即144英尺）。